# Karl Franz (Musiker, 1738)
Karl Franz (* 1738 in Langenbielau bei Reichenbach; † 1802 in München) war ein deutscher Musiker polnischer Herkunft.
Franz war ein entfernter Verwandter des SPD-Politikers Karl Franz.
Mit zwanzig Jahren kam Franz 1758 zur Hofkapelle von Fürstbischof Leopold Friedrich von Egkh und Hungersbach nach Olmütz. Bereits dort brachte er es mit den Instrumenten Waldhorn und Baryton zur Perfektion. Nach dem Tod seines Arbeitgebers, dessen Nachfolger Maximilian von Hamilton keinerlei Verwendung für Franz hatte, kam dieser 1763 an den Hof von Fürst Paul II. Anton Esterházy de Galantha.
Dieser beauftragte seinen obersten Kapellmeister, Joseph Haydn, einige Stücke für Franz und seine bevorzugten Instrumente zu komponieren. Das bekannteste ist heute noch die Kantate „Deutschlands Klage auf den Tod Friedrich des Großen“ (mit Baryton-Begleitung). Nach dem plötzlichen Tod von Fürst Paul II. übernahm dessen Bruder Nikolaus I. Joseph Esterházy de Galantha dessen Hofstaat und beförderte Franz zum Ersten Kapellmeister.
Als 1776 József Batthyány zum Fürstprimas von Ungarn berufen wurde, verlangte dies auch größere Repräsentationspflichten. Deshalb wurde u. a. Franz engagiert, um dort eine passende Hofkapelle zu etablieren.
1787 ging Franz nach München an den Hof von Karl Theodor und hatte dort bis an sein Lebensende das Amt eines Kammermusikers inne. 1802 starb Karl Franz in München und fand dort auch seine letzte Ruhestätte.